# Gearheads
Gearheads is een videospel dat werd uitgegeven door Philips Interactive Media. Het spel kwam in 1996 uit voor de Cd-i, Mac OS, Microsoft Windows, Super Nintendo Entertainment System. Het spel is een bordspel waarbij beide speler speelgoedstukken naar de overkant proberen te krijgen. Er zijn verschillende speelgoed met elk hun eigen loop en wapens. De tegenstander probeert hetzelfde maar dan omgekeerd. Het speelveld wordt isometrisch weergegeven. Het spel kan met een tegen de computer of met twee spelers gespeeld worden.